# Шелемина
Шелемина — деревня в Аларском районе Усть-Ордынского Бурятского округа Иркутской области. Входит в муниципальное образование «Кутулик».

## География
Деревня расположена в примерно 10 км к северу от районного центра.

## Внутреннее деление
Состоит из 1-й улицы (Центральная).

## Население
| 2002 | 2010 | 2011 | 2012 |
| ---- | ---- | ---- | ---- |
| 24   | ↘6   | →6   | →6   |